# Бретулень (Румунія)
Бретулень, Бретулені (рум. Brătuleni) — село у повіті Ясси в Румунії. Входить до складу комуни Мірослава.
Село розташоване на відстані 320 км на північ від Бухареста, 9 км на захід від Ясс.

## Населення
За даними перепису населення 2002 року у селі проживали 290 осіб, усі — румуни. Усі жителі села рідною мовою назвали румунську.